# 小室アリス
小室 アリス（こむろ アリス）は、日本のAV女優である。

## 経歴
身長：163cm、体重：92.6kg、血液型：O型、スリーサイズ：B120・W98・H120、Jカップ。
2007年8月に、『豊満巨乳ハメ撮り 段腹だんだん団 段腹団20号』でAV女優としてデビュー。数々の作品に出演するも、2008年末にAV業界から引退。

## 作品

### アダルトビデオ
- 豊満巨乳ハメ撮り 段腹だんだん団 段腹団20号（2007年8月1日、BBP映像）
- ぽちゃぽちゃ爆乳マッサ〜ジ（2007年11月22日、レイディックス）
- ぽっちゃりパラダイス ぽちゃりん娘 VOL.7（2007年12月21日、ANGELA）
- 巨乳×巨尻 豊満美人DX-4（2008年2月23日、アカデミック） ※こむろありす名義
- デカ女子校生のチビ男喰い（2008年2月25日、イズム）
- ぽちゃ娘93キロ（2008年4月23日、ファーストレディ） ※PPVネット配信
- Pocha Friends 4（2008年6、レイディックス）
- ポチャ娘弄り コレクション（2008年6月26日、イズム） ※オムニバス作品
- 大豊満 肉いじめ弄虐（2008年7月1日、シネマジック）
- 爆乳ぽっちゃりBODY こむろありす（2008年8月13日、マルクス兄弟）
- 豊満美人EX（2008年8月20日、アカデミック） ※こむろありす名義
- 豊満巨乳 セルライトしすた〜ずのでぶりんぴっく大会!!（2008年12月31日、BBP映像）
- ポチャーリーズエンジェル（2009年4月1日、MOODYZ）
- 実録投稿 欲求不満の熟女が密かに自慰する女子トイレ（2009年4月24日、アカデミック） ※こむろありす名義、オムニバス作品